# Škorpijon I.
Škorpijon I. je bil prvi od dveh vladarjev Gornjega Egipta v obdobju Naqada III. Njegovo ime je morda povezano s škorpijonsko boginjo Serket. Glede na to, da je Serket postala priljubljena šele v Starem kraljestvu, je ta povezava vprašljiva. Bil je eden od prvih vladarjev Starega Egipta. 
Škorpijon je domnevno živel v Thinisu eno ali dve stoletji pred bolj znanim Škorpijonom II. iz Nekhena in je bil domnevno prvi pravi faraon Gornjega Egipta. Pokopan je bil v grobnici U-j na kraljevski nekropoli v Abidosu, kjer so pokopavali thiniške faraone. Grobnico so že v antiki izropali, vendar so v njej kjub temu našli veliko majhnih slonokoščenih ploščic z luknjicami za pripenjanje. Na vseh ploščicah je ena ali več hieroglifom podobna sličica, za katero se domneva, da je pomenile ime mesta. Ploščice so bile verjetno pritrjene na  darila ali prispevke na njih napisanih mest. Dve ploščici nosita verjetno imeni mest Baset in Buto, kar kaže, da je Škorpijonova vojska prodrla do Nilove delte. Hieroglifska pisava v Egiptu se je začela razvijati morda ravno s Škorpijonovimi osvajanji, ker so se pokazale potrebe po trajnih zapisih.
Nedavno so med raziskavami tebanske puščavske ceste odkrili 5.000 let star grafit s Škorpijonovim znakom in opisom njegove zmage nad nekim drugim preddinastičnim vladarjem, morda vladarjem Nakade. Poraženi vladar ali mesto, omenjejo na grafitu, se je imenovalo Bikova glava. Enak znak so odkrili tudi v grobnici U-j.
Škorpijonova grobnica v arheoloških krogih velja kot morebiten dokaz za pitje vina. Arheologi so v grobnici našli več deset uvoženih lončenih vrčev iz obdobja okoli leta 3150 pr. n. št.  z rumeno vsedlino, konsistentno z vinom. V vrčih so bili tudi kemični ostanki rastlin, drevesih smol in drugih naravnih snovi ter grozdne peške in lupine jagod.